# Goralenvolk

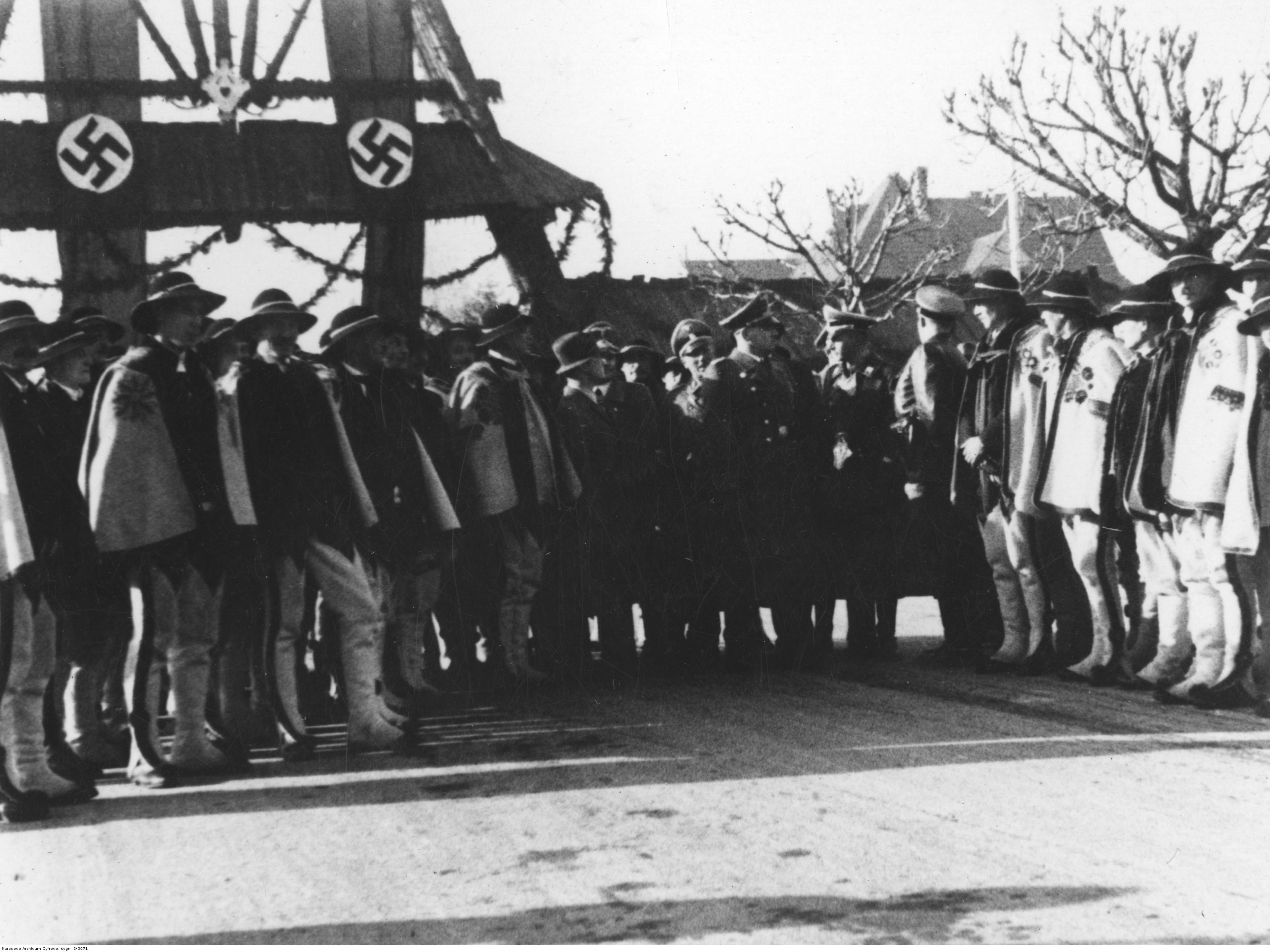
Wizyta gubernatora Hansa Franka w Zakopanem (12 listopada 1939).

Goralenvolk – inicjatywa o charakterze ideologicznym i administracyjnym z czasów II wojny światowej na terenie istniejącego w ramach Generalnego Gubernatorstwa powiatu nowotarskiego, odbywająca się w latach 1939–1944. Miała na celu narzucenie miejscowej ludności rzekomej „narodowości góralskiej” w miejsce polskiej, a docelowo jej germanizację.
Akcja nie objęła całości ludności góralskiej, jako że zamieszkiwali oni również część ówczesnych powiatów GG: nowosądeckiego i krakowskiego oraz ziem włączonych do Rzeszy i Słowacji. Sposób ich traktowania przez Niemców nie różnił się od sposobu traktowania okolicznej ludności niegóralskiej (łapanki, represje). Górale Żywieccy byli zaś poddawani brutalnym wysiedleniom (Aktion Saybusch).

## Powstanie i rozwój idei Goralenvolk

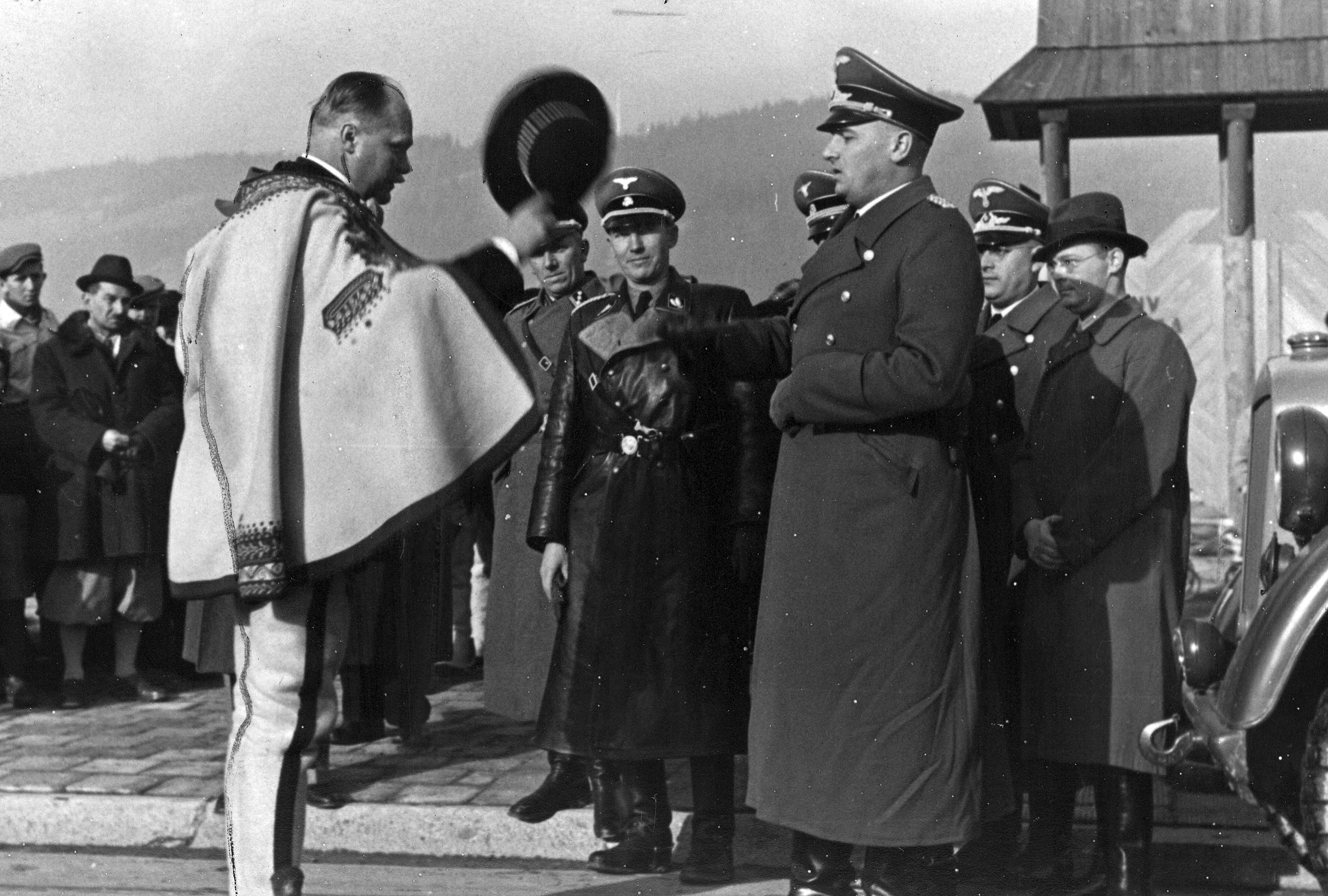
Wacław Krzeptowski wita gubernatora Hansa Franka po przybyciu do Zakopanego (12 listopada 1939).

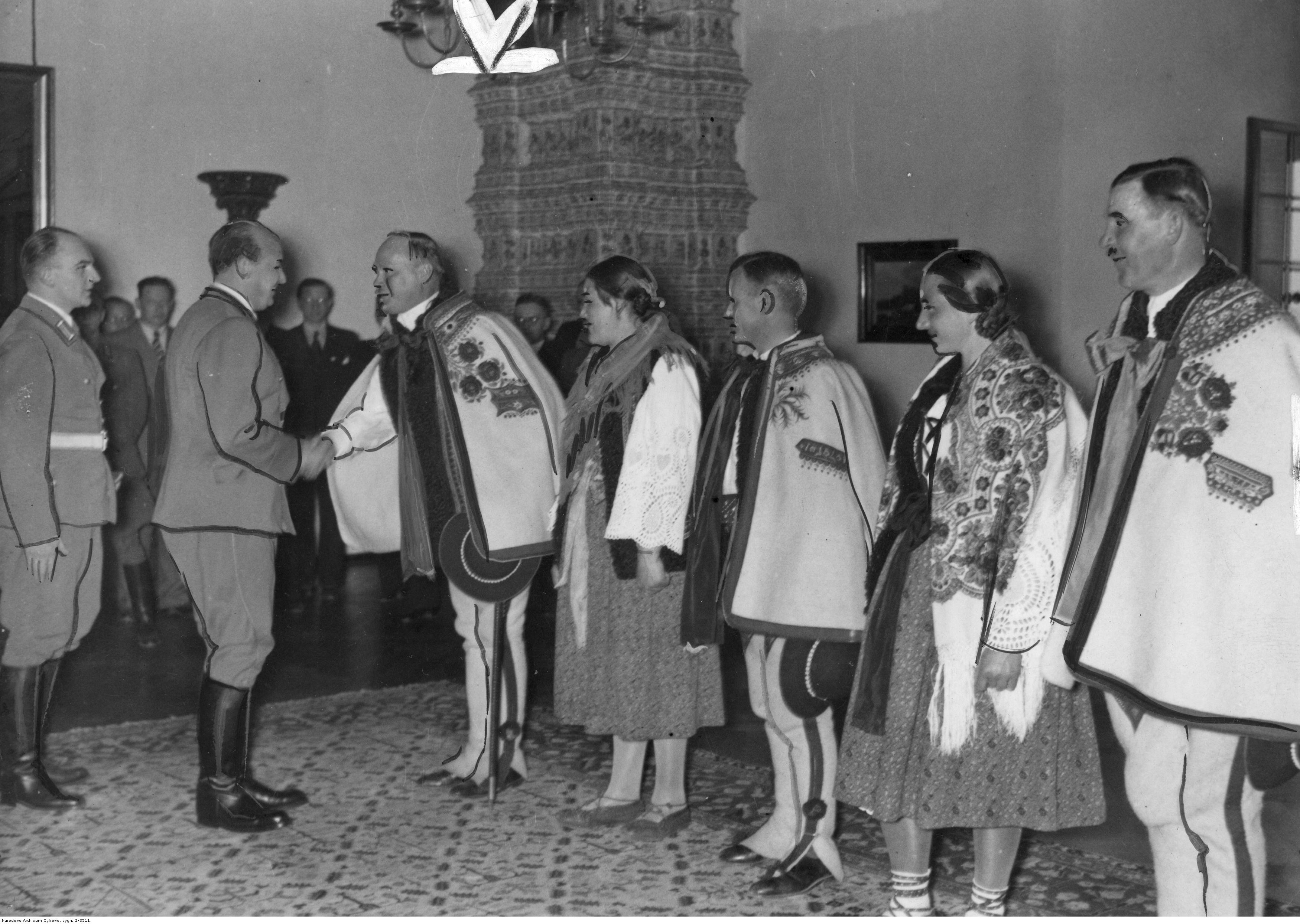
Wacław Krzeptowski na Wawelu z wizytą u Hansa Franka, z okazji rocznicy urodzin Adolfa Hitlera 20 kwietnia 1940 r.

Działania administracyjne i polityczne na terenie Podhala w czasie II wojny światowej określane przez historiografię i publicystykę jako "Goralenvolk" umocowane były w koncepcji germańskiego pochodzenia górali podhalańskich, która powstała w latach 20. XX wieku. W 1928 roku profesor Włodzimierz Antoniewicz w książce „Metalowe spinki góralskie” dowodził, że pewne podobieństwo ozdób góralskich i gockich były wynikiem wpływów germańskich na Podhalu. Naukowiec twierdził także, że podczas najazdu Hunów pewna część Gotów w czasie wędrówki ludów, schroniła się w Kotlinie Zakopiańskiej i na Spiszu.
Koncepcję tę wspierał i propagował m.in. dr Henryk Szatkowski (mieszkający w Zakopanem, ale nie będący rodowitym zakopiańczykiem) oraz instruktor zakopiańskiego hufca przysposobienia wojskowego Witalis Wieder, który najprawdopodobniej był agentem niemieckiej Abwehry.
Po zajęciu przez Niemców we wrześniu 1939 Podhala przedwojenny działacz polityczny dr Henryk Szatkowski zaczął przy wsparciu okupanta propagować ideę, jakoby górale byli pochodzenia niemieckiego – Goralenvolk – naród (lud) góralski. 7 listopada 1939 Wacław Krzeptowski w asyście Karoliny Gąsienica-Rój, Marii Siuty-Szwab, Stefana Krzeptowskiego i Józefa Cukiera złożył nowo przybyłemu na Wawel gubernatorowi generalnemu Hansowi Frankowi wyrazy uznania oraz wręczył mu złotą ciupagę. 12 listopada Frank udał się z rewizytą do Zakopanego, gdzie „w imieniu Górali” przywitał go Wacław Krzeptowski, który złożył podziękowanie za „oswobodzenie Górali od ucisku polskich władz” i wręczył mu pamiątkową odznakę góralską.
29 listopada 1939 Wacław Krzeptowski zwołał zebranie przedwojennego Związku Górali, które zaakceptowało ideę Goralenvolk i wystosowało memoriał „o potrzebach ludności góralskiej”. Należy podkreślić, że nie wszyscy działacze Związku Górali, w tym przedwojenny przewodniczący Henryk Walczak, poparli tę decyzję. Formalnie utworzono Goralenverein pod prezesurą Krzeptowskiego jako kontynuację Związku Górali.
Administracja Generalnego Gubernatorstwa zaakceptowała ideę Goralenvolku, zaś gubernator Frank stwierdził w kwietniu 1940, że władze niemieckie „uczynią zadość woli Górali, którzy chcą stanowić odrębny szczep”. Wiosną 1940 powstała góralska szkoła powszechna (Goralische Volksschule), szkoła zawodowa (Goralische Berufschule für Volkskunst) oraz klub sportowy (Goralische Heimatsdienst). Zaprojektowano także flagę Goralenvolku, której Niemcy jednak oficjalnie nie zaakceptowali.

## Przyjęcie przez górali
Nie zachowała się ewidencja wydanych kart „G”, więc wszelkie informacje co do liczby ich wydania mają jedynie charakter szacunkowy.
W czerwcu 1940 na Podhalu został przeprowadzony spis ludności, wykorzystany również do agitacji na rzecz Goralenvolku. Przynależność do niego zadeklarowało ok. 18% ludności (aczkolwiek statystyki podawane przez historyków różnią się), przyjmując góralskie karty rozpoznawcze z literą „G”. Według Wiesława Władyki niebieską kenkartę z literą „G” przyjęło szacunkowo w Zakopanem – 23% mieszkańców, w Nowym Targu i Czarnym Dunajcu – 17% mieszkańców, w Rabce – 49,5%, a w Szczawnicy – 96,5% mieszkańców. Część mieszkańców przyjmowała kenkarty „G” dobrowolnie, większość pod groźbami i przymusem. Kart góralskich wydano 27–30 tys. (na ogólną liczbę 150 tys. kart). Pozostałej części ludności wydano normalne kenkarty, mimo gróźb administracji lokalnej, że ci, którzy nie przyjmą kart góralskich, będą wywiezieni z Podhala. 

## Komitet Góralski
20 lutego 1942 został zawiązany Komitet Góralski (Goralisches Komitee) jako namiastka samorządu z Wacławem Krzeptowskim jako przewodniczącym. Wśród członków Komitetu Góralskiego znaleźli się m.in. działacze przedwojennego Związku Górali. Utworzono delegatury Komitetu w Zakopanem, Nowym Targu, Poroninie, Szaflarach, Czarnym Dunajcu, Szczawnicy, Chochołowie, Cichem i Rabce. Komitet miał stać się zalążkiem przyszłego „Państwa Góralskiego” (tzw. Goralenland). Działał on na podstawie regulaminu nadanego przez gubernatora dystryktu krakowskiego doktora Richarda Wendlera. Poza akcją wydawania góralskich kart rozpoznawczych działalność komitetu była jednak całkowicie fasadowa.

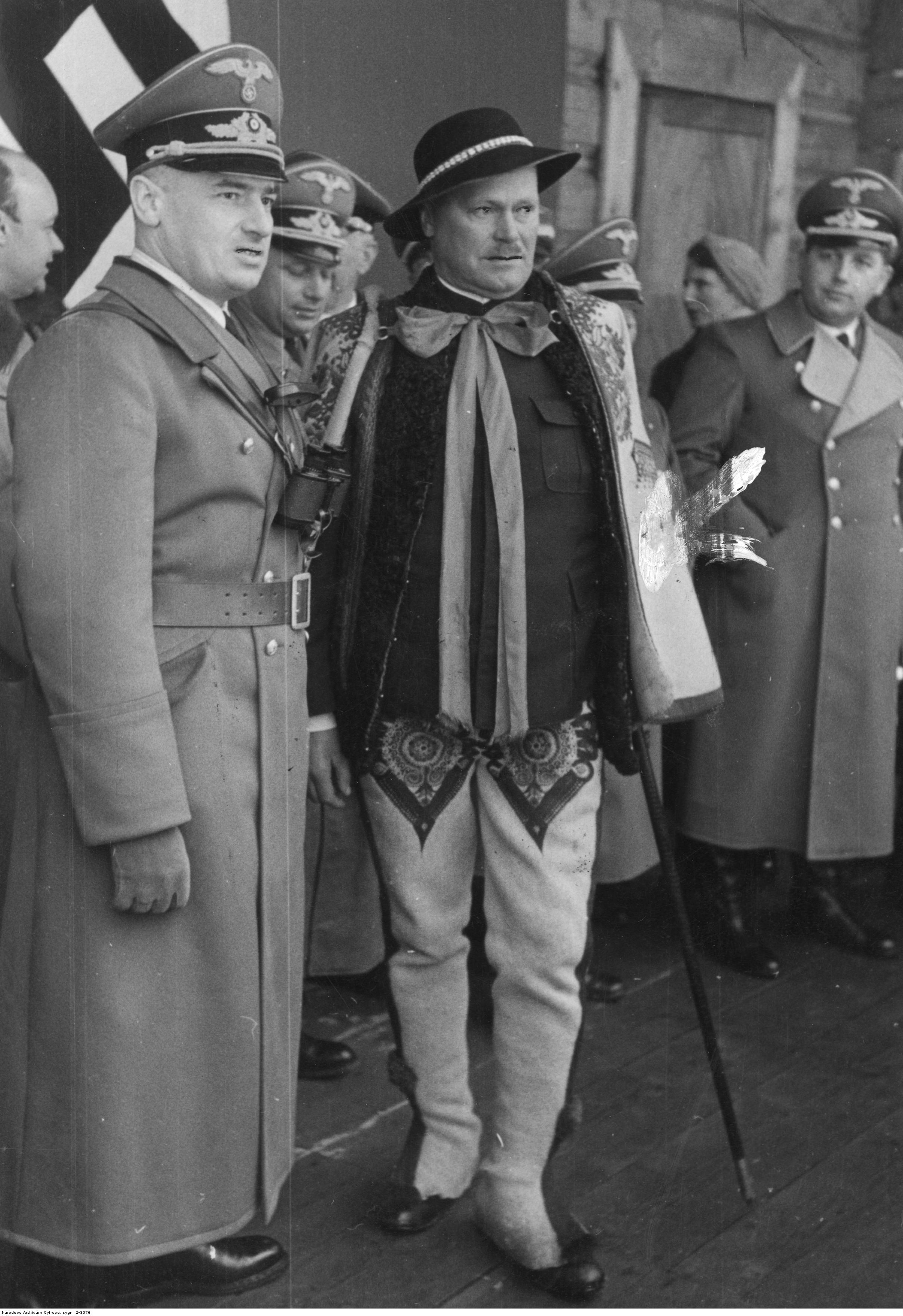
Wacław Krzeptowski (w środku) podczas spotkania z Hansem Frankiem (z lewej), z prawej Josef Bühler

## Goralische Waffen SS Legion
Fiaskiem skończyła się też próba zorganizowania w drugiej połowie 1942 jednostki Goralische Waffen SS Legion. Zgłosiło się około 300 osób, z których wytypowano 200 zdolnych do służby wojskowej. Do obozu szkoleniowego SS w Trawnikach trafiło około 200 ochotników. Popadli oni w konflikt ze stacjonującymi tam Ukraińcami. Większość zdezerterowała, a resztę wywieziono na roboty przymusowe w głąb Niemiec – do SS trafiło kilku spośród ochotników.

## Polski ruch oporu i upadek Goralenvolku
Od samego początku Goralenvolk był zwalczany przez ruch oporu. Duży wkład w tę akcję wniosła Konfederacja Tatrzańska, a po jej rozbiciu struktury Rocha oraz Armii Krajowej.
Agitacja aktywistów Goralenvolku nie przyniosła spodziewanych efektów wśród przeważającej części ludności góralskiej. Z kolei sami Niemcy przestawali angażować się w popieranie odrębności górali po dezercji ochotników z „Legionu Góralskiego SS”, która skompromitowała liderów Goralenvolku w oczach okupantów. Struktury Komitetu Góralskiego, nie mając oparcia ani w góralskiej ludności, ani w niemieckich okupantach, stopniowo zamierały, najdłużej utrzymała się centrala w Zakopanem. W końcu sam „goralenführer” Wacław Krzeptowski (po próbie aresztowania go przez Niemców) w lecie 1944 ukrył się w górach.
20 stycznia 1945, z wyroku Polskiego Państwa Podziemnego, Wacław Krzeptowski został powieszony przez partyzantów z oddziału Armii Krajowej Kurniawa.
22 listopada 1946 przed sądem w Zakopanem zapadł wyrok na pozostałych działaczy Goralisches Komitee. Zostali oni skazani na kary więzienia od 3 do 15 lat. Część działaczy, w tym Henryk Szatkowski i Witalis Wieder, uciekłszy razem z Niemcami, uniknęła wymiaru sprawiedliwości.

## Filmy dokumentalne
- Goralenvolk, film dokumentalny na podstawie: Paweł Smoleński, Bedziesz wisioł za coś (reżyseria Artur Więcek „Baron”, scenariusz Witold Bereś, Artur Więcek „Baron”), 2004[16]
- Duma i zdrada, film dokumentalny wyprodukowany przez Stowarzyszenie Auschwitz Memento w 2011 roku. Reżyseria Mirosław Krzyszkowski i Dariusz Walusiak. Film porusza też wątek Konfederacji Tatrzańskiej[17].

## Film fabularny
W 2024 ukazał się film Biała odwaga w reżyserii Marcina Koszałki, którego fabuła została zainspirowana historią Goralenvolk.

## Literatura
- J. Berghauzen, Krzeptowski Wacław Jan (1897-1945), [w:] Polski Słownik Biograficzny, t. 15.
- A. Filar, U podnóża Tatr 1939–1945. Podhale i Sądecczyzna w walce z okupantem, Warszawa 1985.
- I. von Günther-Swart, Die Goralen, Krakau 1942.
- Rudolf Klimek, Ludobójcza akcja Goralenvolk. Rudolf Klimek, Zakopane 2006, ISBN 978-83-923871-0-7.
- Bartłomiej Kuraś, Paweł Smoleński, Krzyżyk niespodziany czas Goralenvolk, Wołowiec 2017, ISBN 978-83-8049-458-9.
- Dariusz Matelski, Niemcy w Polsce w XX wieku, Warszawa-Poznań 1999, s. 185–221.
- Damian Markowski, Goralenvolk – anatomia zdrady, [w:] Mówią Wieki nr 1/10 (600), styczeń 2010, s. 22–26.
- Podhale w czasie okupacji, pod red. J. Berghauzena, wyd. 2, Warszawa 1977.
- Paweł Smoleński, Bedziesz wisioł za coś, [w:] Duży Format, nr 7, dodatek do Gazety Wyborczej nr 142, 20 VI 2002.
- Henryk Szatkowski, Die Goralen, [w:] Das Generalgouvernement, Nr. 3, 1940.
- Wojciech Szatkowski, Goralenvolk. Historia zdrady, Kanon, 2012, ISBN 978-83-62309-09-2.
- Włodzimierz Wnuk, Walka podziemna na szczytach, Warszawa 1980.
- Stanisław Żerko, Próba sformowania na Podhalu „Legionu Góralskiego” Waffen-SS, [w:] Przegląd Zachodni, nr 3 (284), 1997.
- Maria Kann Wantule, Dujawica, Owcze ścieżki